# Tanjung Padang
Tanjung Padang is een bestuurslaag in het regentschap Meranti-eilanden van de provincie Riau, Indonesië. Tanjung Padang telt 2124 inwoners (volkstelling 2010).